# هناء حجازي
هناء حجازي (ولدت عام 1965م/ 1385هـ، في جدة) كاتبة وطبيبة وفنانة تشكيلية سعودية، تكتب زاوية (تفاصيل صغيرة) في جريدة الرياض، وصدر لها العديد من المؤلفات، منها رواية «امرأتان»، ورواية «راحة»، وكتاب «مختلف.. طفل الاسبرجر مختلف لكن ليس أقل» الذي فاز بجائزة وزارة الثقافة والإعلام للكتاب لعام 2013م.

## البدايات
- بدأت الكتابة القصصية عام 1987م، وأول قصة كتبتها هي «أغنية النوم»، ونشرت في مجلة «اقرأ».[5]

## العمل
- رأست قسم الأمراض المزمنة بإدارة الرعاية الصحية الأولية بوزارة الصحة بجدة.
- عملت منسقة برنامج مكافحة السكري في إدارة الصحة العامة بوزارة الصحة في جدة.[5]

## معارض ومشاركات فنية
- أقامت معرضها الشخصي الأول «هل رأيتني» في داما آرت بجدة عام 2022، وضم المعرض 44 لوحة معظمها في فن البورتريه.[6]
- شاركت في معرض رمضانيات 8 في في أتيليه جدة للفنون الجميلة عام 2017م.[7]
- اختيرت عضو لجنة تحكيم السيناريو في الدورة التاسعة من مهرجان أفلام السعودية.[8]

## المؤلفات
| الإصدار                                 | التاريخ | مصدر          |
| --------------------------------------- | ------- | ------------- |
| بنت (مجموعة قصصية)                      | 2002    | [ 9 ]         |
| هل رأيتني؟.. كنت أمشي في الشارع         | 2007    | [ 10 ] [ 11 ] |
| مختلف: طفل الأسبرجر: مختلف، لكن ليس أقل | 2012    | [ 12 ] [ 13 ] |
| امرأتان (رواية)                         | 2015    | [ 14 ]        |
| راحة (رواية)                            | 2019    | [ 15 ]        |
| يوميات حقيقية لفتاة متخيلة أو العكس     | 2022    | [ 16 ]        |

## الجوائز
- فاز كتابها «مختلف.. طفل الاسبرجر مختلف لكن ليس أقل» بجائزة وزارة الثقافة والإعلام للكتاب لعام 2013م.[17]

## روابط خارجية
- #اتجاهات مع الكاتبة الدكتورة هناء حجازي